# هارتری فیلد
هارتری هملین فیلد (به انگلیسی: Hartry Hamlin Field؛ زاده 30 نوامبر 1946) یک فیلسوف آمریکایی است. او استاد فلسفه در دانشگاه نیویورک است، و یکی از مشارکت‌کنندگان برجسته در فلسفه علم، فلسفه ریاضیات، معرفت‌شناسی و فلسفه ذهن است.

## کار دانشگاهی
فیلد ابتدا در دانشگاه پرینستون و سپس در دانشگاه کالیفرنیای جنوبی و بعد از آن، قبل از پیوستن به دانشگاه نیویورک در سال ۱۹۹۷، در مرکز تحصیلات تکمیلی دانشگاه نیویورک تدریس کرد. او در حال حاضر استاد فلسفه است.
فیلد در سال ۲۰۰۳ به‌عنوان عضو فرهنگستان هنر و علوم آمریکا انتخاب شد و قبل از آن، در سال ۱۹۸۶، برنده جایزه لاکاتوش شده بود.

## کار فلسفی
اولین کار فیلد تفسیری بر نظریه حقیقت آلفرد تارسکی بود که از سال ۱۹۷۲ روی آن کار کرده‌است. دیدگاه کنونی او در این مورد یک نظریه انحرافی در مورد حقیقت است. تأثیرگذارترین اثر او در این دوره احتمالاً «تغییر نظریه و عدم تعین مرجع» است (Journal of Philosophy، ۷۰ (۱۴): ۴۶۲–۴۸۱) که در آن مفهوم دلالت جزئی را معرفی کرد.
در دهه ۱۹۸۰، فیلد پروژه‌ای را در فلسفه ریاضیات، در حمایت از تخیل‌گرایی ریاضی آغاز کرد، در این نظریه همه گزاره‌های ریاضی صرفاً داستان‌های مفید هستند و نباید به‌معنای واقعی کلمه درست تلقی شوند. فیلد قصد داشت بازسازی‌هایی از علم تولید کند که تمام ارجاعات به موجودات ریاضی را حذف کند، از این رو نشان داد که ریاضیات برای علم در تقابل با استدلال ضروری کواین-پاتنام ضروری است.
بیش‌تر کارهای فعلی او در پارادوکس‌های معنایی است. در سال ۲۰۰۸، سخنرانی‌های جان لاک را با عنوان «منطق، هنجارپذیری، و قابلیت تجدیدنظر منطقی» ارائه کرد.

## آثار
- علم بدون اعداد ، انتشارات بلک‌ول، ۱۹۸۰
- واقع گرایی، ریاضیات و مدالیت، انتشارات بلک‌ول، ۱۹۸۹
- حقیقت و فقدان واقعیت، انتشارات دانشگاه آکسفورد، ۲۰۰۱
- نجات حقیقت از پارادوکس، انتشارات دانشگاه آکسفورد، ۲۰۰۸